# قلم الزهرة
قلم الزهرة في علم النبات هو جزء من المتاع، عضو التأنيث في الزهرة. القلم عبارة عن أنبوب يصل الميسم بالمبيض.

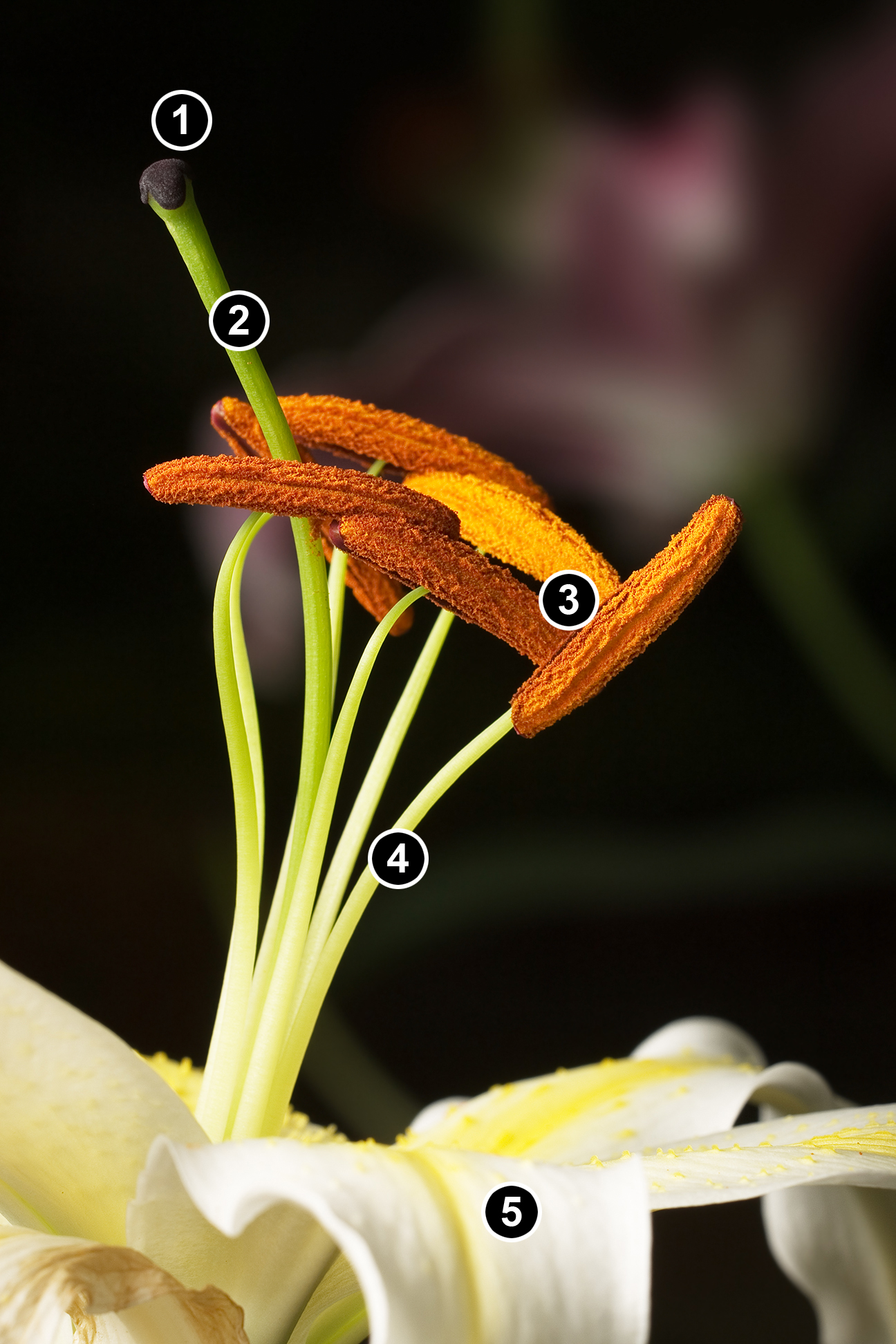
زنبق عيد الميلاد (الزنبق الأبيض الكبير).
1.الميسم
2. القلم
3. السداة
4. الخيط
5. البتلة

رسم بياني يوضح الأجزاء الرئيسية التي تتكون منها الزهرة الناضجة